# Eissendorf
Eissendorf o Eißendorf, en baix alemany Eißendörp, és un barri del districte d'Harburg al sud de l'estat d'Hamburg a Alemanya. A la fi de 2016 tenia 24324 habitants a una superfície de 3,5 km².
El primer esment escrit data del 1332. El 1450 s'escriu Eytzendorpe, el que significa poble d'Eyzo. Era un conglomerat d'unes masies a l'entorn de la vall del Göhlbach, que pertanyia a la parròquia de Sinstorf.

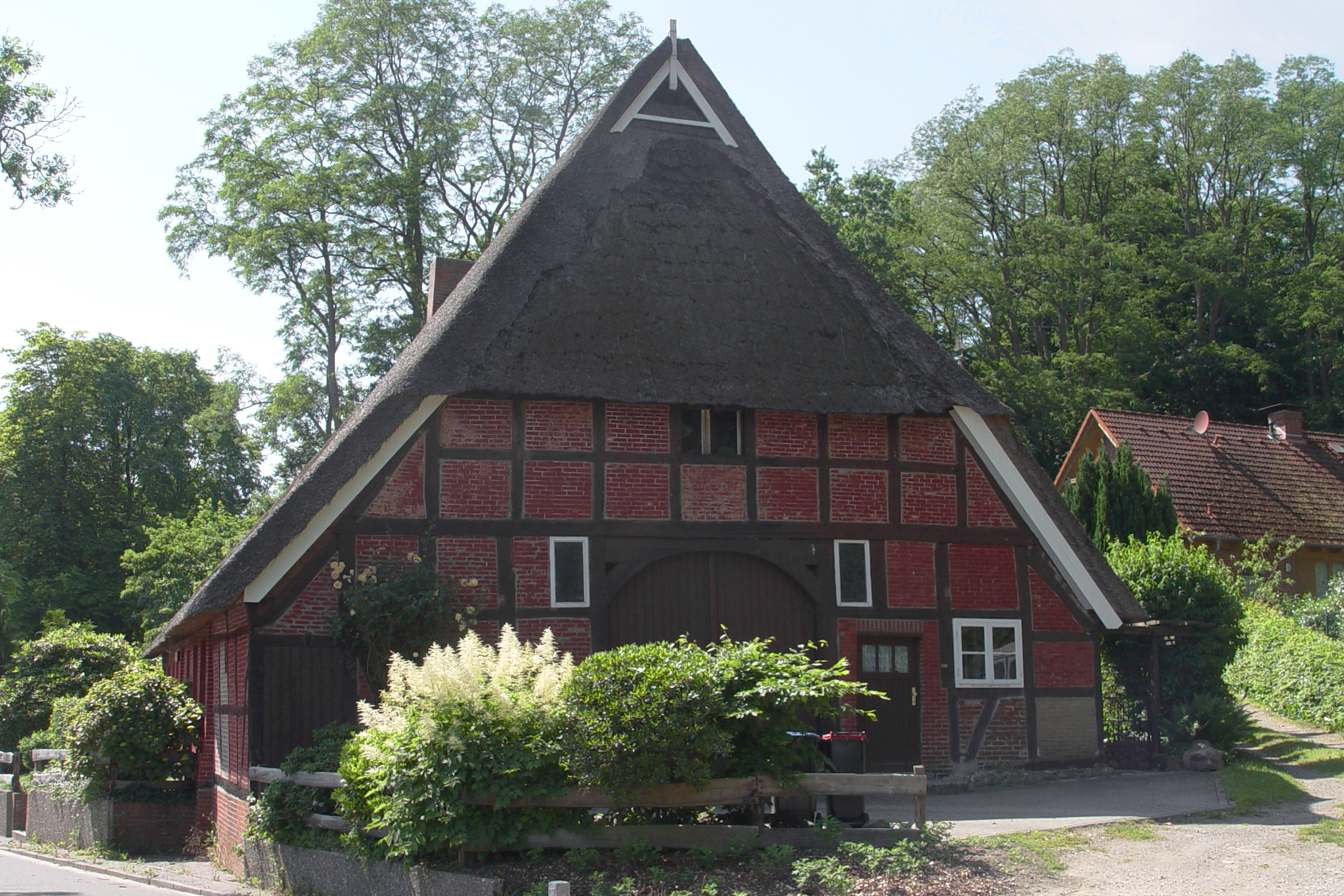
Masia a la vall del Göhlbach

El poble va sofrir molt de l'ocupació francesa (1806-1814) sota Napoleó. El 1811 l'ocupant va forçar la població a construir un camí militar per assegurar un ràpid transport de tropes. Però segons la crònica, els camperols s'haurien defensat en lloc d'homes forts enviaven «només nens, dones inconscients i persones miserables». El camí no obstant es va realitzar, no obstant això. Va connectar Harburg via Bremen a Wesel. Després de la guerra i fins a la construcció del ferrocarril als segle xix i les autopistes al XX, va quedar un eix de transport important. Del 1813 a 1814 Eissendorf va patir de nou sota els ocupants i va ser cremat diverses vegades. Cremar els ravals feia part de la tàctica militar per augmentar la visibilitat a l'entorn de les ciutats i facilitar la seva defensa, en suprimir possibles amagatalls a l'«enemic». Els camperols s'havien amagat a temps als boscos circumdants.
Fins a la industrialització a la fi del segle xix va quedar un poble rural. A poc a poc es van crear colonies pel obrers. D'uns vuit cents habitants el 1885, en deu anys la població va créixer cap a més de tres mil el 1905. El 1910 l'aleshores municipi independent va fusionar amb Harburg. Tot i la pressió demogràfica d'Harburg, malgrat moltes urbanitzacions des dels anys 1890, encara queden unes antigues masies d'entramat de fusta, a la vall del Göhlbach, on el poble va néixer. Avui és un poble residencial amb com principal activitat econòmica els serveis de proximitat.

## Llocs d'interès
- El bosc d'estat Eissendorfer Forst (520 ha)[4]
- La urbanització Adolf-von-Elm-Hof: una típica colònia obrera en estil del Neues Bauen del 1930 (arquitecte: Karl Schneider).
- El cementiri-parc Neuer Friedhof (31 ha), inaugurat el 1892

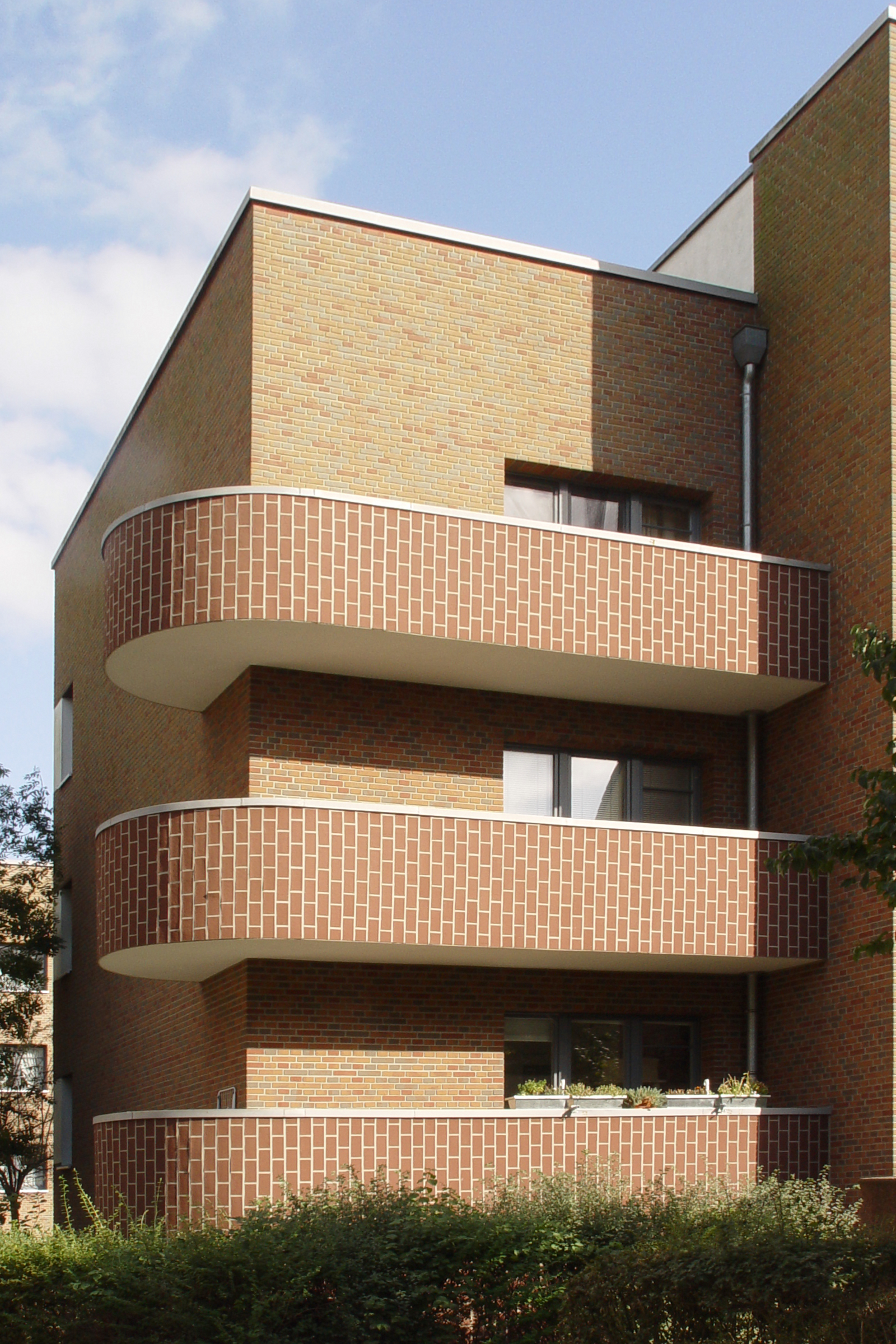
Colònia Adolf von Elm (detall)
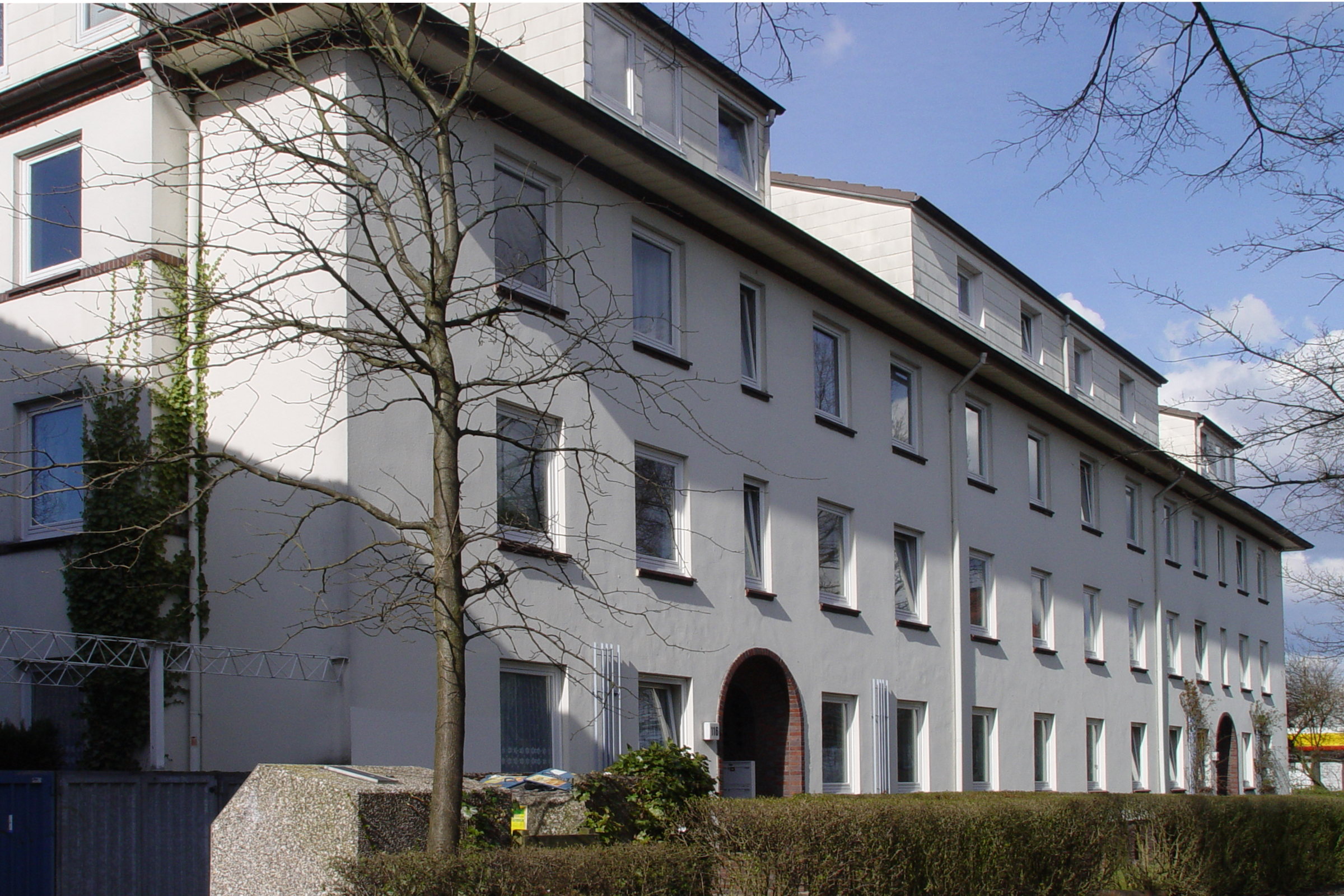
Conjunt al carrer Bremer Straße 114–116 (monument llistat)
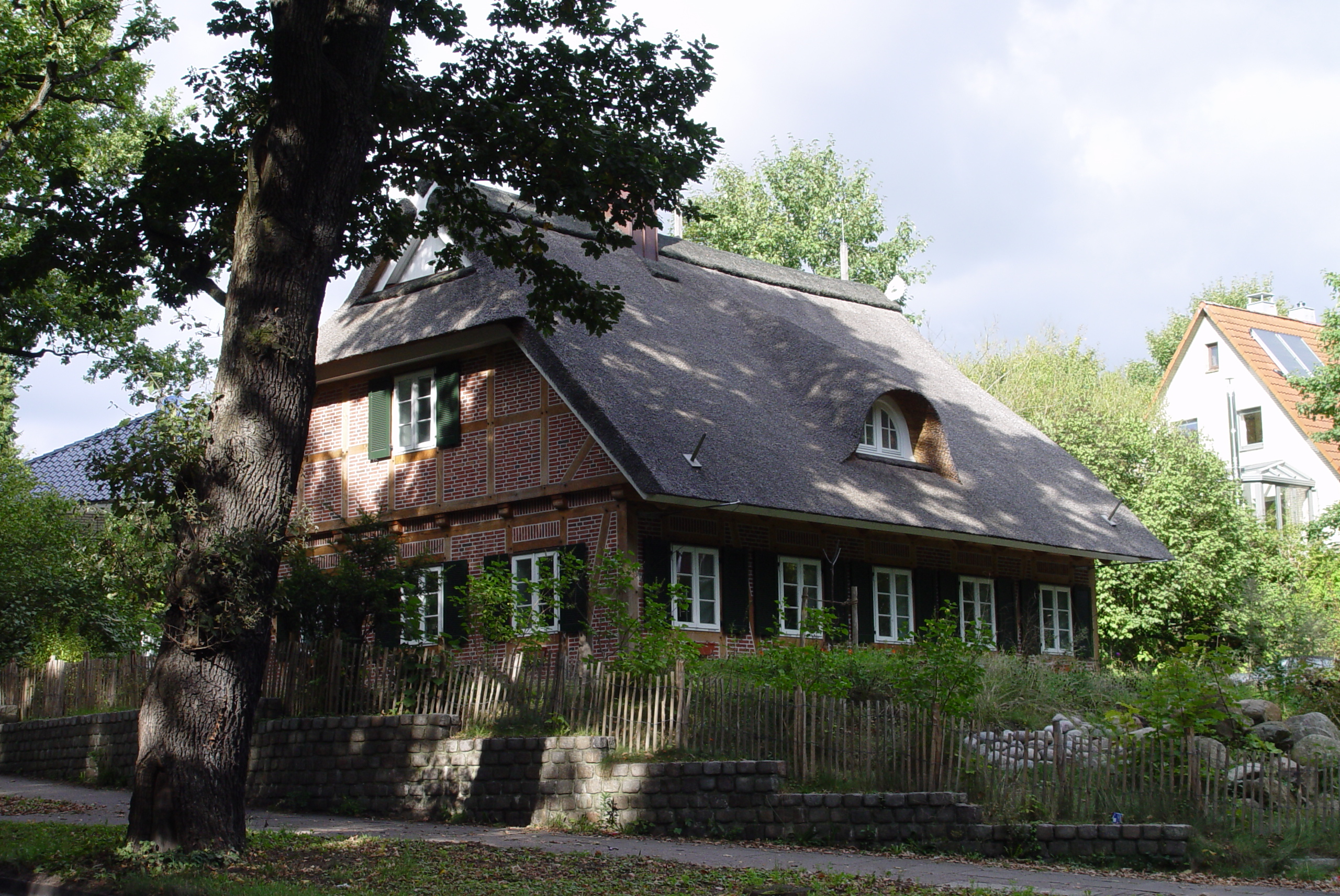
Masia d'entramat de fusta al carrer Kirchenhang 48
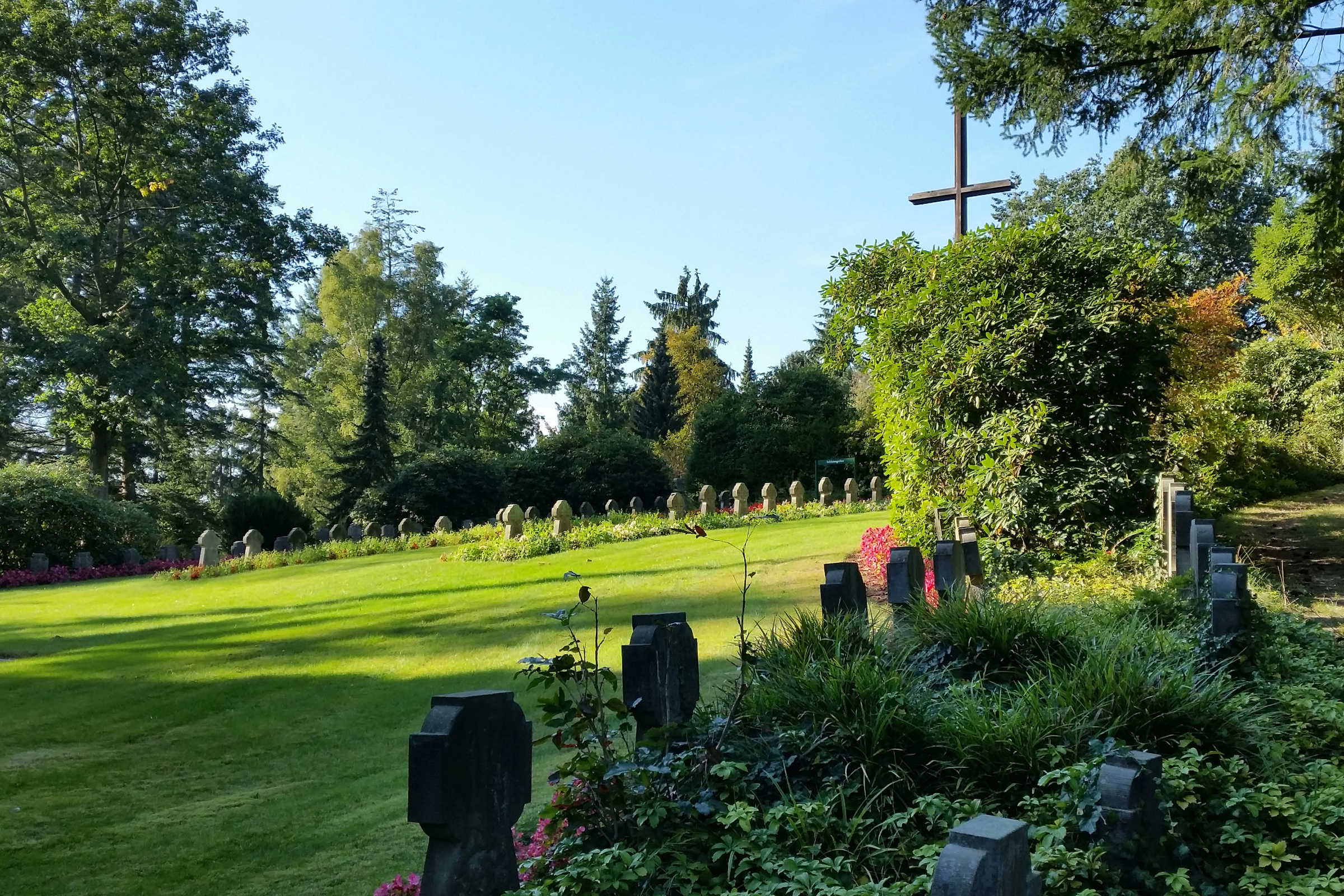
Sepulcres militars al cementiri Neuer Friedhof
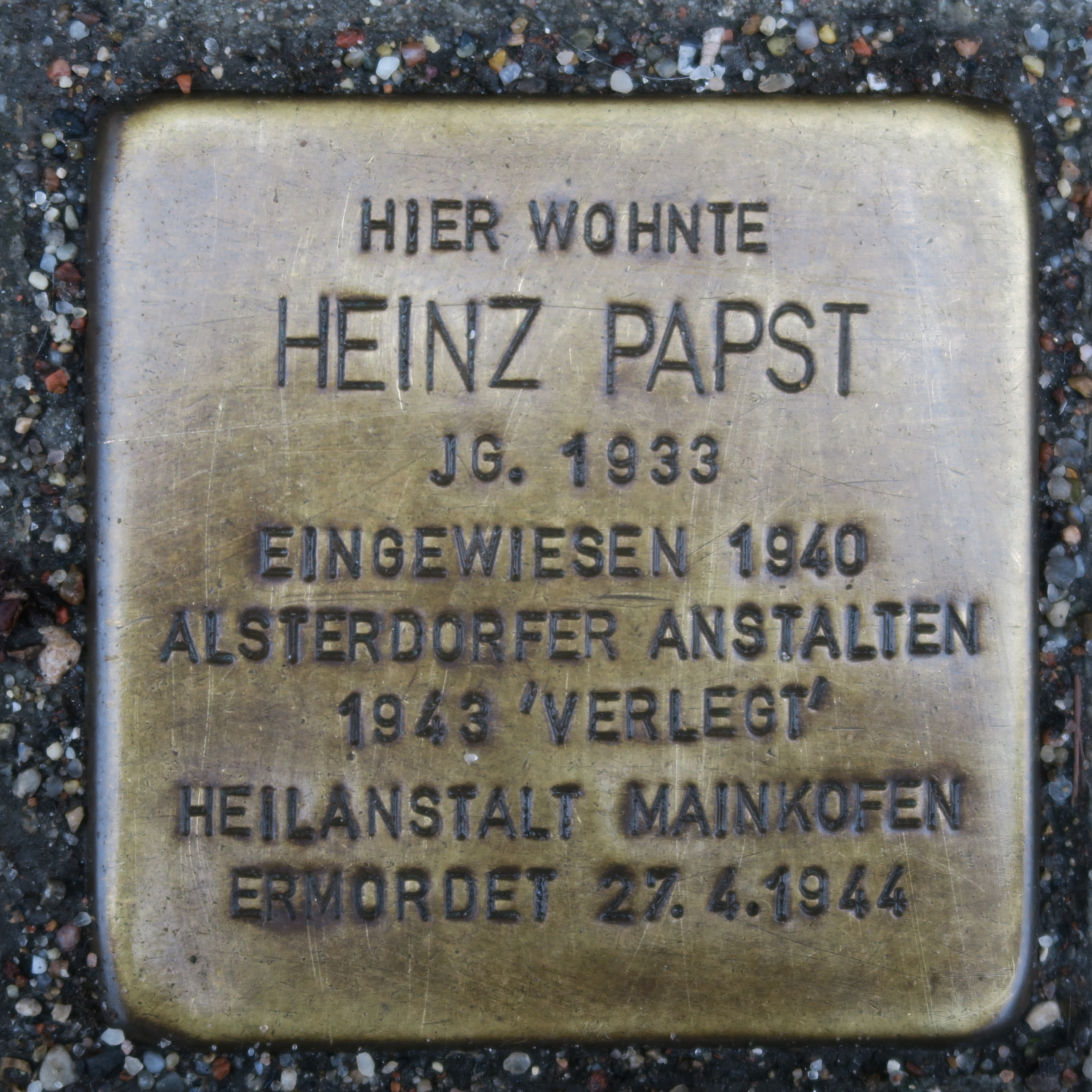
Stolperstein dedicat a Heinz Papst (1933–1944)